# THE GATESの2枚目のミュージックカード (タイトル無し)
『新しい世界へ』は、2013年3月22日にTHE GATESがリリースした1枚目のシングルである。

## 解説
レコーディング風景が撮影された写真も収録されている。

## 収録曲
| 全編曲: THE GATES。 |                                          |      |      |
| #                   | タイトル                                 | 作詞 | 作曲 |
| 1.                  | 「ステューペッドの不安」(2013年盤の新録) |      |      |
| 2.                  | 「すごい」(2013年盤の新録)               |      |      |
| 3.                  | 「新しい世界へ」                         |      |      |